# Белки плазмы крови
Белки́ пла́змы кро́ви (англ. blood proteins) — белки, находящиеся и постоянно циркулирующие в крови.
В плазме крови человека содержится около 100 различных белков. По подвижности при электрофорезе их можно грубо разделить на пять фракций: альбумины, α1-, α2-, β- и γ-глобулины. Разделение на альбумин и глобулин первоначально основывалось на различии в растворимости: альбумины растворимы в чистой воде, а глобулины — только в присутствии солей.
Грубо белки плазмы крови можно классифицировать на 3 группы: альбумины, глобулины, ферменты плазмы крови.
Большинство белков плазмы синтезируется в клетках печени. Исключение составляют иммуноглобулины, которые продуцируются плазматическими клетками иммунной системы, и пептидные гормоны, секретируемые клетками эндокринных желез.
Различные острые и хронические воспалительные процессы и опухолевые заболевания сопровождаются изменением нормального соотношения белковых фракций.
В здоровом организме концентрация белков плазмы поддерживается на постоянном уровне. Однако их концентрация изменяется при заболевании органов, участвующих в синтезе и катаболизме этих белков. Повреждение тканей посредством цитокинов увеличивает образование белков острой фазы, к которым принадлежат C-реактивный белок, гаптоглобин, фибриноген, компонент С-З комплемента и некоторые другие.

## Альбумин
Играет существенную роль в поддержании коллоидно-осмотического давления в крови и служит для организма важным резервом аминокислот. Альбумин обладает способностью связывать липофильные вещества, вследствие чего он может функционировать в качестве белка-переносчика длинноцепочечных жирных кислот, билирубина, лекарственных веществ, некоторых стероидных гормонов и витаминов. Кроме того, альбумин связывает ионы Са2+ и Mg2+.
К альбуминовой фракции принадлежит также транстиретин (преальбумин), который вместе с тироксинсвязывающим глобулином [ТСГл (TBG)] и альбумином транспортирует гормон тироксин и его метаболит иодтиронин.

## Глобулины
К другим фракциям сыворотки, выявляемым с помощью метода электрофореза, относят: альфа-1 (преимущественно альфа-1-антитрипсин), альфа-2 (альфа-2-макроглобулин и гаптоглобин), бета (трансферрин и С3-компонент комплемента) и гамма-глобулины (иммуноглобулины).
Эти белки участвуют в транспорте липидов, гормонов, витаминов и ионов металлов, они образуют важные компоненты системы свертывания крови; фракция γ-глобулинов содержит антитела иммунной системы.

## Ферменты плазмы крови
Ферменты плазмы крови условно можно разделить на 3 группы: секреторные, индикаторные и экскреторные.

### Фибриноген
Относится к секреторным ферментам. Синтезируется в печени, в норме постоянно присутствует в крови, участвует в процессах свертывания. Плазма крови без фибриногена называется сывороткой.

### Индикаторные ферменты плазмы крови
Попадают в кровь из тканей, где они выполняют определенные функции. Индикаторные ферменты обнаруживаются в основном в следовых количествах. При поражении того или иного органа их концентрация значительно увеличивается, таким образом они являются индикатором повреждения тканей.
К таким относятся:
- АСТ/АЛТ (см. коэффициент де Ритиса)
- Креатинкиназа
- Лататдегидрогеназа - для диагностики заболеваний при резкой боли в грудной клетке (инфаркт миокарда, стенокардия, инфаркт легкого), патологий печени, почек, диагностики поражений мышечной ткани[2].
- Амилаза панкреатическая - для определения острого панкреатита.

## Онкотическое давление плазмы крови
Осмотическое давление, создаваемое белками (т. е. их способность притягивать воду), называется онкотическим. Онкотическое давление более чем на 80% определяется альбуминами, что связано с их относительно малой молекулярной массой и большим количеством молекул в плазме.
Онкотическое давление играет важную роль в регуляции водного обмена. Чем больше его величина, тем больше воды удерживается в сосудистом русле и тем меньше ее переходит в ткани, и наоборот. Онкотическое давление влияет на образование тканевой жидкости, лимфы, мочи и всасывание воды в кишечнике. Поэтому кровезамещающие растворы должны содержать в своем составе коллоидные вещества, способные удерживать воду.
При снижении концентрации белка в плазме развиваются отеки, так как вода перестает удерживаться в сосудистом русле и переходит в ткани.
Осмотический отек (накопление жидкости в межклеточном пространстве) развивается при повышении осмотического давления тканевой жидкости (например, при накоплении продуктов тканевого обмена, нарушении выведения солей).
Онкотический отек (коллоидно-осмотический отек), т. е. увеличение содержания воды в интерстициальной жидкости, обусловлен снижением онкотического давления крови при гипопротеинемии (в основном за счет гипоальбуминемии, так как альбумины обеспечивают до 80% онкотического давления плазмы).